# Capcom
Capcom Co., Ltd. (japonês: 株式会社カプコン, Hepburn: Kabushiki-gaisha Kapukon) é uma empresa multinational desenvolvedora e publicadora japonesa de jogos eletrônicos sediada em Osaka, Japão. A Capcom é bastante conhecida por ter criado várias franquias multimilionárias, com as mais bem-sucedidas comercialmente tais como: Resident Evil, Street Fighter, Mega Man, Devil May Cry, Monster Hunter, Onimusha, Dino Crisis e Marvel vs. Capcom. Sua sede principal está situada em Chuo-ku, Osaka Japão. Fundada em 1979, ela passou a ser uma empresa internacional com divisões e subsidiárias na América do Norte, Europa, e Ásia Oriental.

## História
As empresas responsáveis por criar a divisão japonesa da Capcom foram a I.R.M. Corporation (fundada em 30 de maio de 1979) e sua subsidiária Japan Capsule Computer Co., Ltd., ambas companhias dedicadas à fabricação e distribuição de máquinas de jogos eletrônicos. As duas empresas se unificaram pelo nome Sambi Co., Ltd. em setembro de 1981, enquanto que a Capcom Co., Ltd. em si foi estabelecida inicialmente em 11 de junho de 1983 com a intenção de assumir o departamento interno de vendas.
Em janeiro de 1989, a antiga afiliada Capcom Co., Ltd. se uniu à Sambi Co., Ltd., resultando na formação da atual divisão japonesa. O nome "Capcom" é uma abreviação de "Capsule Computer", um termo adotado pela empresa para descrever máquinas de arcade que fabricava em seus primeiros anos, projetadas para se separarem dos computadores pessoais que se popularizavam na época. A palavra "capsule" alude a como a Capcom assemelhava seus jogos a "cápsulas cheias de jogos e diversão", bem como a ideia da companhia em proteger suas propriedades intelectuais dentro de uma dura "cápsula", evitando cópias ilegais e imitações inferiores.
Apesar de o primeiro produto da Capcom ter sido Little League, um jogo de arcade lançado em julho de 1983, o seu primeiro e verdadeiro jogo, o título de arcade Vulgus, foi lançado em maio de 1984. A partir da adaptação do jogo 1942 para o NES, lançada em dezembro de 1985, a empresa passou a se concentrar no mercado de jogos para plataformas domésticas, o que passaria a ser o seu principal segmento de operação poucos anos mais tarde. Desde então, a Capcom criou 15 séries multimilionárias de jogos, sendo as mais bem-sucedidas Monster Hunter, Street Fighter, Resident Evil, Devil May Cry e Dino Crisis.
Além de desenvolver e publicar jogos para plataformas domésticas, online, em arcades, pachinkos e pachislos, a empresa publica guias de estratégia, mantém seus próprios centros de arcade, e licencia suas franquias, personagens e outras propriedades para uso em produtos, seriados de televisão, e apresentações ao vivo relacionados. A Suleputer, por exemplo, uma divisão interna de comercialização e selo musical, fundado em colaboração com a Sony Music Entertainment Intermedia em 1998, publica CDs, DVDs e outros formatos de mídia baseados nos jogos da Capcom. Um encontro anual particular chamado Captivate, conhecido até 2008 como Gamers Day, é usado tradicionalmente como meio de anunciar novos jogos e serviços.
Nos anos recentes, a Capcom foi vítima de criticismos dos fãs da série Mega Man[carece de fontes?], devido ao cancelamento de Mega Man Legends 3 (Nintendo 3DS) e Mega Man Universe (PlayStation 3) e por lançar uma versão muito inferior de Mega Man X para iPad e iPhone.

## Estrutura da empresa

### Estúdios de desenvolvimento
Nos primeiros anos após sua fundação, a divisão japonesa da Capcom possuía três grupos de desenvolvimento chamados "Ambientes de Planejamento", liderados por Tokuro Fujiwara, Takashi Nishiyama e Yoshiki Okamoto, respectivamente. Mais tarde, jogos desenvolvidos internamente eram tipicamente criados por vários "Estúdios de Produção" numerados, cada um associado a diferentes jogos. A partir de 2002, o processo de desenvolvimento foi reformado para melhor compartilhar das tecnologias e experiências, e todos os estúdios individuais passaram a ser gradualmente reestruturados em departamentos maiores encarregados de diferentes tarefas. Embora existam departamentos autossustentados que desenvolvam jogos para arcade, pachinko e pachislo, online, e para dispositivos móveis, a Divisão de Pesquisa e Desenvolvimento de Jogos ao invés é uma amalgamação de subseções que participam em vários estágios de desenvolvimento de um jogo. Além dessas equipes internas, a Capcom também comissiona a participação de estúdios terceirizados para assegurar lançamentos constantes de determinados títulos. Entretanto, após as baixas vendas de Dark Void e Bionic Commando, a gerência da companhia decidiu limitar terceirização a sequências e versões novas de franquias existentes, reservando o desenvolvimento de títulos originais às suas equipes locais. A produção de jogos, os orçamentos, e as plataformas suportadas são decididas em reuniões, prestadas pela gerência da companhia e os departamentos de marketing, vendas e controle de qualidade.

### Divisões e subsidiárias
Além da sede principal e dos escritórios de P&D da Capcom Co., Ltd., ambos localizados em Chuo-ku, Osaka, a companhia japonesa possui também uma divisão no Edifício Shinjuku Mitsui em Nishi-Shinjuku, Shinjuku, Tóquio. Ela conta também com a Ueno Facility, uma divisão localizada em Iga, na Província de Mie. O grupo internacional da Capcom consiste atualmente em 15 subsidiárias no Japão, América do Norte, Europa, e Ásia Oriental. Algumas das empresas afiliadas incluem a Koko Capcom Co., Ltd. na Coreia do Sul, Street Fighter Film, LLC nos Estados Unidos, e a Dellgamadas Co., Ltd..
| Subsidiária                          | Fundação           | Localização                                  | Detalhes |
| ------------------------------------ | ------------------ | -------------------------------------------- | --- |
| Capcom U.S.A., Inc.                  | Agosto de 1985     | San Mateo                                    | - Subsidiária de propriedade integral da Capcom Co., Ltd. - Holding que administra subsidiárias dos Estados Unidos |
| Captron Co., Ltd.                    | Fevereiro de 1991  | Osaka                                        | - Subsidiária de propriedade integral da Capcom Co., Ltd. - Administra locação, leasing e propriedades imobiliárias - Anteriormente uma companhia não relacionada conhecida como Yunika Co., Ltd.                                                          |
| Capcom Asia Co., Ltd.                | Julho de 1993      | Hong Kong                                    | - Venda de jogos para plataformas domésticas |
| Capcom Mobile Co., Ltd.              | Março de 2017      | Los Angeles                                  | - Desenvolve e distribui jogos para dispositivos móveis |
| Capcom Entertainment, Inc.           | Junho de 1995      | San Mateo                                    | - Subsidiária de propriedade integral da Capcom U.S.A., Inc. - Estabelecida para otimizar e maximizar o gerenciamento, distribuição e P&D nos Estados Unidos                                                                                               |
| CE Europe Ltd.                       | Novembro de 2002   | George House, 9.º andar Hammersmith, Londres | - Venda de jogos para plataformas domésticas |
| CEG Interactive Entertainment GmbH   | Fevereiro de 2003  | Hamburgo                                     | - Venda de jogos para plataformas domésticas |
| Capcom Interactive Canada, Inc.      | Maio de 2006       | Toronto                                      | - Subsidiária de propriedade integral da Capcom Interactive, Inc. - Desenvolve e distribui jogos para dispositivos móveis - Anteriormente uma desenvolvedora não relacionada, conhecida como Cosmic Infinity, Inc. antes de ter sido adquirida pela Capcom |
| Capcom Interactive, Inc.             | Junho de 2006      | Los Angeles                                  | - Subsidiária de propriedade integral da Capcom U.S.A., Inc. - Distribui jogos para dispositivos móveis e integra os setores wireless, online e plataforma doméstica                                                                                       |
| Daletto Co., Ltd.                    | Outubro de 2006    | Tóquio                                       | - Co-fundada pela Capcom Co., Ltd. e Dwango Co., Ltd. - Gerencia um site para um parque temático virtual, e opera e desenvolve jogos online |
| Capcom Entertainment Korea Co., Ltd. | Março de 2007      | Seul                                         | - Subsidiária de propriedade integral da Capcom Co., Ltd. - Venda de jogos para plataformas domésticas, e operação e desenvolvimento de jogos online |
| Blue Harvest LLC                     | Ano fiscal de 2007 |                                              | - Subsidiária de propriedade integral da Capcom Co., Ltd. - Desenvolve jogos |
| K2 Co., Ltd.                         | Maio de 2008       | Osaka                                        | - Desenvolve jogos para plataformas domésticos - Anteriormente uma companhia não relacionada antes de passar a ser uma subsidiária de propriedade integral da Capcom Co., Ltd. através de uma bolsa de valores                                             |
| Capcom Entertainment France, SAS     | Julho de 2008      | Saint-Germain-en-Laye                        | - Subsidiária de propriedade integral da CE Europe Ltd. - Venda de jogos para plataformas domésticas |
| Enterrise Co., Ltd.                  | Julho de 2008      | Tóquio                                       | - A Capcom Co., Ltd. possui 90% de suas ações - Desenvolve, fabrica e distribui máquinas de arcade |

### Ex-subsidiárias
| Subsidiária                | Fundação          | Encerramento/aquisição | Localização      | Detalhes |
| -------------------------- | ----------------- | ---------------------- | ---------------- | --- |
| A.C.A. Co., Ltd.           |                   |                        | Mito             | |
| Status Co., Ltd.           |                   | Ano fiscal de 2003     | Osaka            | - Agência de seguros também responsável por atividades financeiras - Fechada com o propósito de estabelecer uma estrutura financeira sólida |
| Capcom Europe GmbH         | Fevereiro de 1992 | Ano fiscal de 2002     | Düsseldorf       | - Gerenciamento de vendas na Europa - Fechada |
| Capcom Mexico S.A. DE C.V. | Outubro de 1993   | Ano fiscal de 1997     | Cidade do México | - Venda de produtos no México e nas Américas do Sul e Central - Fechada com o propósito de aperfeiçoar o equilíbrio financeiro da empresa |
| Capcom Coin-Op, Inc.       | Junho de 1995     | Março de 2004          | Sunnyvale        | - Subsidiária de propriedade integral da Capcom U.S.A., Inc. - Venda de máquinas de arcade e equipamentos de diversão - Fechada |
| Capcom Studio 8, Inc.      | Junho de 1995     | Março de 2007          | Sunnyvale        | - Inicialmente fundada sob o nome Capcom Digital Studios, Inc., uma subsidiária de propriedade integral da Capcom U.S.A., Inc. - Conhecida também como Production Studio 8 - Desenvolvimento de jogos - Adquirida pela Capcom Entertainment, Inc. |
| Flagship Co., Ltd          | Abril de 1997     | Junho de 2007          | Osaka            | - Co-fundada por quatro pessoas, entre elas o designer de jogos Yoshiki Okamoto e o roteirista Noboru Sugimura - Fundada com o propósito de aperfeiçoar a qualidade das narrativas dos jogos com a ajuda de roteiristas com experiência em criação de roteiros para filmes e televisão - Okamoto e outros membros da equipe deixaram a companhia em 2003 para fundar a Game Republic, Inc., e Sugimura morreu no começo de 2005 - A companhia empregava cerca de 30 pessoas e foi adquirida pela Capcom Co., Ltd. |
| Capcom Eurosoft, Ltd.      | Junho de 1998     | Abril de 2007          | Londres          | - Era a base principal para a venda de jogos para plataformas domésticas na Europa - Subsidiária de propriedade integral da Capcom Entertainment, Inc. - Fechada, com todas as suas operações transferidas à CE Europe Ltd. |
| Capcom Charbo Co., Ltd.    | Setembro de 2001  | 31 de janeiro de 2009  | Osaka            | - Subsidiária de propriedade integral da Capcom Co., Ltd. antes de ser fechada - Oferecia serviços de suporte a ferramentas de comunicação, tais como telefones celulares |
| Clover Studio Co., Ltd.    | Julho de 2004     | Março de 2007          | Osaka            | - Surgiu a partir do departamento de P&D da Capcom Co., Ltd. - Conhecida anteriormente como Production Studio 9 - Desenvolvia jogos - Fechada - Pessoas notáveis, como Atsushi Inaba, Shinji Mikami e Hideki Kamiya, passaram à Seeds Inc. |